# ニュルンベルク (小惑星)
ニュルンベルク (3825 Nürnberg) は、小惑星帯の中でも特に内側の軌道に位置する小惑星。チェコの天文学者ルボシュ・コホーテクがドイツのベルゲドルフで発見した。
ニュルンベルクは、かつてレギオモンタヌスがドイツで最初の天文台を建設した街である。2004年にニュルンベルク天文台に新しい望遠鏡が設置されたことを記念して、E. Wunderの提案によりこの小惑星に街の名前が付けられた。